# キルデリク2世 (フランク王)
キルデリク2世（Childeric II, 653年 - 675年）は、メロヴィング朝の7代目の国王（在位：673年 - 675年）。アウストラシア王（在位：662年 - 673年）。

## 生涯
クローヴィス2世の次男。アウストラシア王シギベルト3世の娘ビリキルディスと結婚し、662年にキルデベルト養子王が崩御した後、アウストラシア王とされた。
673年に兄のクロタール3世が崩御すると、全フランクの国王とされたが、675年にルーアン近くのブロトンヌの森で、ネウストリア貴族によって王妃とともに暗殺された。
墓は1645年パリ近郊で発見されている。